# Ошмянський район
Ошмя́нський райо́н (біл. Ашмянскі раён) — адміністративна одиниця Білорусі, Гродненська область.

## Географія
Річки: Клева.